# Lovagny

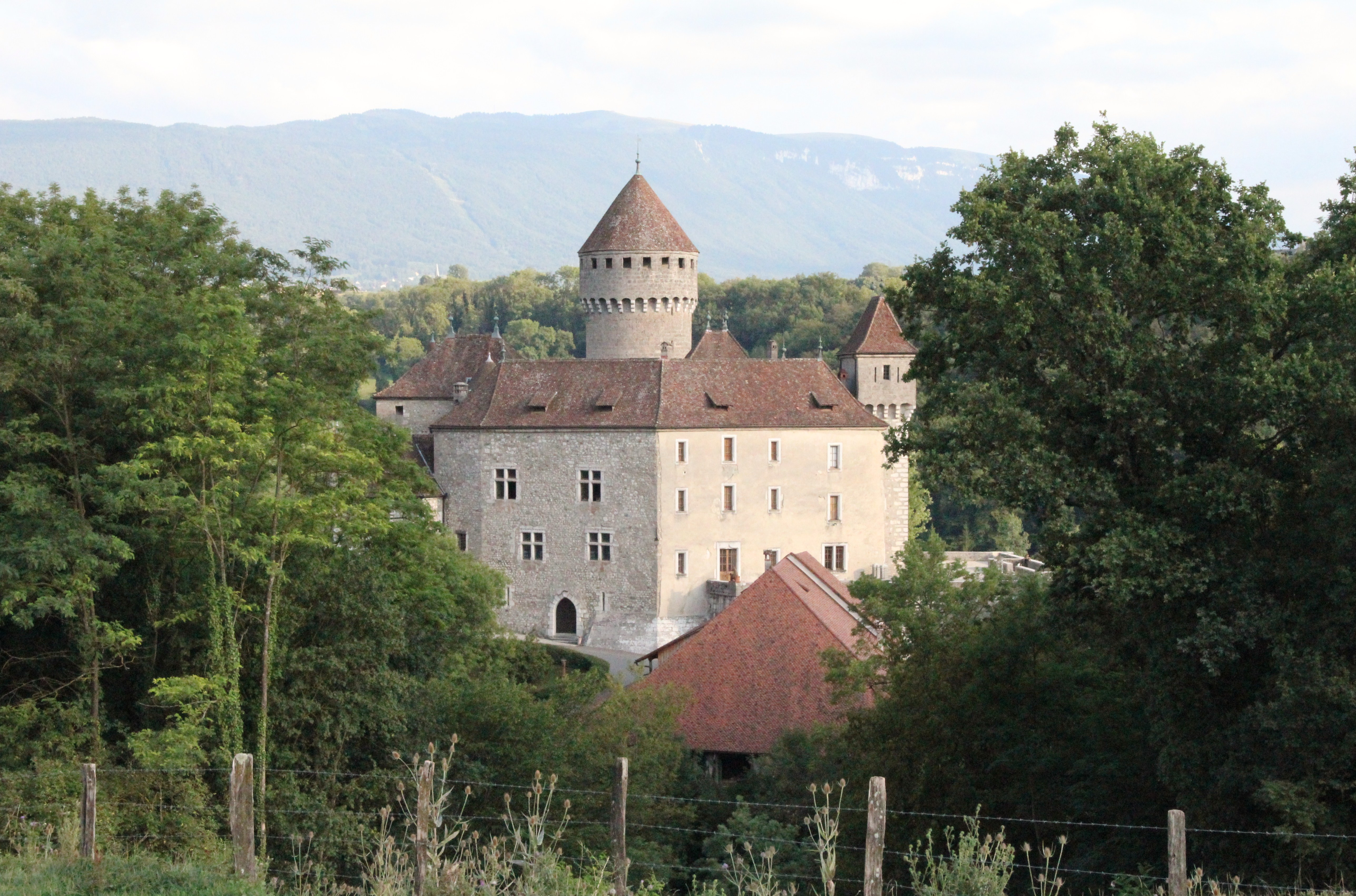
Zamek Montrottier (2010)

Lovagny – miejscowość i gmina we Francji, w regionie Owernia-Rodan-Alpy, w departamencie Górna Sabaudia.
Według danych na rok 1990 gminę zamieszkiwały 602 osoby, a gęstość zaludnienia wynosiła 108 osób/km² (wśród 2880 gmin regionu Rodan-Alpy Lovagny plasuje się na 1062. miejscu pod względem liczby ludności, natomiast pod względem powierzchni na miejscu 1469.).